# Vlastníkův dub v Horních Pertolticích
Vlastníkův dub v Horních Pertolticích, někdy zkráceně pouze Vlastníkův dub či Vlastíkův dub, je památný strom rostoucí v Horních Pertolticích, součásti Pertoltic, obce na severu České republiky ve Frýdlantském výběžku Libereckého kraje.

## Poloha a historie
Strom roste severovýchodně od Horních Pertoltic na kraji pozemku domu číslo popisné 156, jehož jednou z majitelek je paní Plesarová. Východně odtud se nachází Hraniční rybník, jihovýchodně Šálkův rybník a jihozápadně Eferův rybník. Od stromu jižním směrem se nachází Arboretum Bulovka, které založili a vybudovali holandští manželé Henk Dennenberg a Hennie Fjeertes. Severně pak teče Kočičí potok, jenž zde vytváří česko-polskou státní hranici. O prohlášení stromu za památný rozhodl městský úřad ve Frýdlantu, který 30. prosince 2005 vydal příslušný dokument, jenž nabyl právní moci dne 18. ledna 2006.

## Popis
Památný strom je dub letní (Quercus robur) a dosahuje výšky 26 metrů. Obvod jeho kmene činí 390 centimetrů. Kolem stromu je vyhlášeno ochranné pásmo mající tvar kruhu, jehož poloměr odpovídá desetinásobku průměru kmene ve výšce 1,3 metru nad terénem. V době vyhlášení tak poloměr kruhu dosahoval hodnoty 12,4 metru.